# Marcel Dassault
Marcel Dassault, fins 1949, Marcel Ferdinand Bloch (París, 22 de gener de 1892 - Neuilly-sur-Seine, 17 d'abril de 1986) fou un enginyer, empresari i polític francès conegut per ésser el fundador i director del Grup Dassault. Reconegut per haver dissenyat els primers avions de reacció francesos i aparells icònics com ara el Mirage III que situaren l'aeronàutica francesa com a referent internacional.

## Primers anys
Fill d'Adolphe Bloch, metge d'una mútua i Noémie Allatini, ama de casa. Marcel és l'últim d'una família de quatre fills: el gran Jules, comercial en assegurances, el segon Darius Paul Bloch, general de l'exèrcit, el tercer, René, cirurgià d'hospitals de París mort a Auschwitz durant el nazisme. De nen, en Marcel estudia al Liceu Condorcet de París, ingressant a continuació a l'Escola d'Electricitat de Breguet (ESIEE). Durant aquesta època s'interessa pel desenvolupament d'aeronaus i és per això que decideix estudiar a l'Escola Superior d'Aeronàutica i Enginyeria Mecànica (Supaéro) de la qual es va graduar l'any 1913.

## Primera Guerra Mundial
Marcel Bloch s'incorporà el 9 d'octubre de 1913, el Segon Grup Aeronàutic de Reims on conegué l'aviador Dieudonné Costes. L'u de febrer de 1914 fou destinat al Laboratori d'Investigació Aeronàutica de Chalais-Meudon encapçalat pel coronel Émile Dorand. L'any 1915, associat amb Henry Potez, company del Supaéro, va dissenyar l'hèlix Éclair per a aeronaus. Aquest model fou emprat durant la Gran Guerra per l'Armée de l'Air en quasi tots els seus avions. Aquest èxit impulsa els joves enginyers a fundar la Société d'Études Aéronautiques (SEA) amb l'ajut de Louis Coroller, amb l'objectiu de dissenyar els seus propis avions. L'Exèrcit de l'Aire francés accepta l'aparell SEA IV encomanant inicialment 1000 unitats de les quals només s'entregaran 100 a causa de la fi del conflicte.

## Període d'entreguerres

Logotip de la SNCASO.

La pau porta un esfondrament de l'activitat en el sector aeronàutic i és per això que en Marcel s'allunya durant quasi dotze anys, dedicant-se a la compravenda de mobles i automòbils i allunyant-se d'en Potez, qui forma la seua pròpia companyia d'avions.
El 1928, el prémier Ryamond Poincaré institueix un Ministre de l'Aire que promociona el disseny d'aeronaus artesanals. Aquesta és una oportunitat per a Bloch per reprendre la seua activitat creant la Companyia d'Aeronàutica Marcel Bloch el 1931. La seua primera comanda fou de 20 avions de transport sanitari. Inicialment la producció té lloc als tallers de Potez però abans que acabés l'any es trasllada als seus tallers propis a Courbevoie.
Amb la victòria del Front Popular a les eleccions de 1936, es nacionalitza l'empresa de Bloch incorporant-la a la Société Nationale des Constructions Aéronautiques du Sud-Ouest (SNCASO), una empresa semipública en la qual l'Estat era l'accionista majoritari. A més de la planta de Courbevoie, SNCASO té una planta a Bordeus i una altra a Rochefort. Durant 1937, Marcel Bloch és nomenat director general del SNCASO i, amb el xec rebut per a la seva expropiació, inverteix en la seua societat convertint-la en una empresa consultora. Les abundants despeses associades a aquest moviment el converteixen en l'objectiu mediàtic de la premsa de dreta, en especial, del setmanari Gringoire.
Paral·lelament, la cursa d'armaments que comença a desenvolupar-se entre França i el Reich alemany duen un espectacular creixement de la inversió en l'aeronàutica militar i en particular de SNCASO que constant de 1.500 treballadors en 1937, en disposarà de 7.000 l'any 1940. Sota la direcció d'en Marcel s'obrin tallers a Châteauroux, Saint-Cloud, Thiers i Bordeus (fundant-se el 17 d'octubre de 1939 la societat Bordeaux Aéronautique). No obstant això, l'escàndol provocat, així com la seua situació ambigua dins de la SNCASO, forcen la dimissió d'en Marcel l'any 1940.

## Segona Guerra Mundial
Després de la derrota de França i l'Armistici que hi va seguir, Marcel Bloch es retirà a una casa a Canes. El juliol de 1940, la companyia aeronàutica alemanya Focke-Wulf va ordenar 200 aparells Bloch 175, paral·lelament, el setmanari Gringoire, de caràcter antisemita i col·laboracionista amb el règim de Vichy, comença a denunciar al Marcel. Conseqüentment, el 6 d'octubre de 1940 és detingut a Canes i empresonat, primer a Pellevoisin a continuació a Vals. Durant aquest temps en presó es relaciona amb Marx Dormoy, Vincent Auriol, Georges Mandel, Jules Moch i Eugène Montel entre d'altres.
Interessant-se per la seua difícil situació, durant el gener de 1941 el Ministre de l'Interior Marcel Peyrouton aconsegueix tramitar la seua lliberació amb l'ajut del Ministre de l'Aire: el general Bergeret a la fí de montar un taller a Thiers, on Marcel fixa la seua residència. Això provoca la renovació dels atacs contra Marcel per part de Gringoire, a qui se suma Au Pilori. Explícitament demanen que el senyor Bloch siga "jutjat per negocis fraudulents que costaren a l'Estat francès la suma de cent milions de francs per a un cert acord de llicència". En Bloch escriu un document d'onze pàgines defensant-se de l'atac però, el general Bergeret ordena que sigui novament empresonat a Thiers el 9 d'abril de 1941, més tard és traslladat a Riam. El 13 d'octubre de 1941 és alliberat sota fiança però, hores després d'ésser alliberat, en Marcel és detingut de nou i enviat a Vals-les-Bains. Allí coneix en Paul Reynaud, el coronel Groussard i el general Cochet.
Durant aquest temps la seua salut empitjora, motiu pel qual durant març de 1943 és traslladat a la presó-hospital d'Écully, on romandrà fins a 1944. Mentrestant l'Oficina del Comissari d'Afers Jueus inicia una investigació a totes les empreses d'en Bloch per descobrir les condicions sota les quals desenvolupà la seua activitat i tramitar la seua arianització, és a dir, garantir que tots els participants de la seua administració siguen individus "aris" afins al règim nacionalsocialista alemany. Això inicia una batalla legal amb el Comitè de Direcció d'Aeronàutica, encapçalat per Joseph Roos, qui aconsegueix exemptar del procés a totes les indústries estratègiques. La qüestió es salda per Militärbefehlshaber de Frankreich (MBF), organisme que designa en Jean de Broë com a director temporal de l'empresa de Bloch i Claude de Cambronne en el representant provisional en la Zona Lliure.
El març de 1944 en Marcel és arrestat per la Gestapo, per raons desconegudes i desplaçat a Montluc (Lió) on és empresonat amb André Frossard. Addicionalment, també són interrogats la seua esposa: Madeleine i el seu fill gran: Claude. Després d'una breu estança amb el seu fill Serge al camp de Drancy, en Marcel és traslladat al camp de concentració de Buchenwald a l'agost. Les dures condicions del campament fan perillar la vida d'en Marcel, qui presenta una salut fràgil als seus 52 anys, afortunadament en Marcel Paul, membre del Partit Comunista Francès i creador de l'organització clandestina: Comité des intérêts français juntament amb n'Albert Baudet, ajuden en Bloch assegurant-se que sobrevisqui fins a veure la alliberació del campament per part de tropes nord-americanes l'abril de 1945.

## Postguerra i èxit

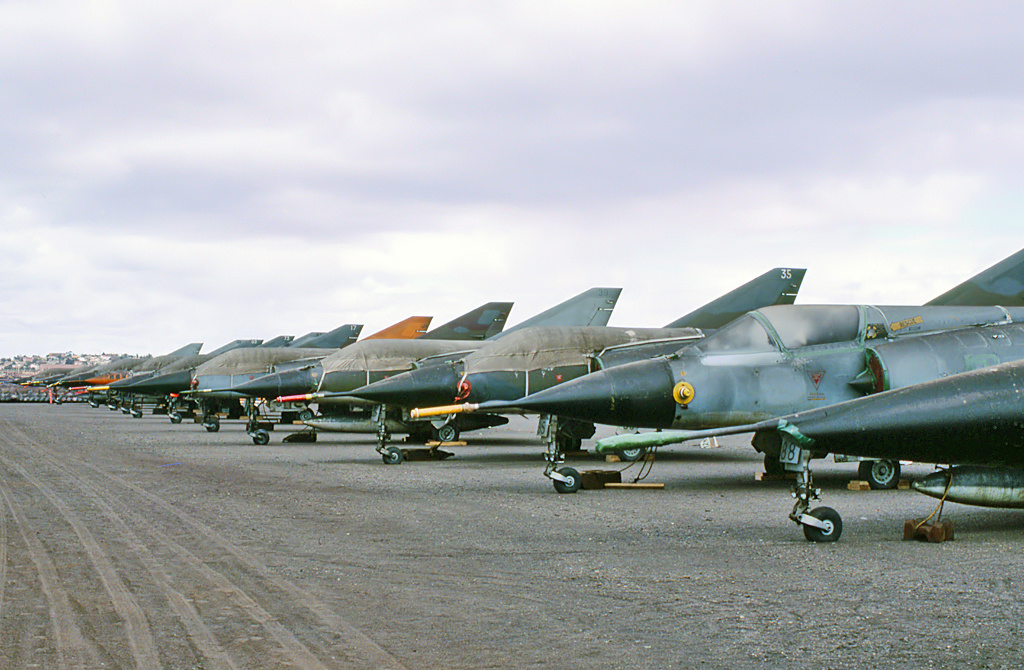
Mirage III a l'espera d'ésser transportats.

Finalitzada la guerra, en Marcel decideix canviar-se el cognom primer per Bloch-Dassault l'any 1946 i definitivament per Dassault al 1949. El mot Dassault prové d'una corrupció de Chardasso (tanc o char d'assaut en francès), pseudònim empart durant la guerra pel seu germà, el general Darius Paul Bloch, amb els seus contactes amb la Resistència francesa. Poc després es converteix al catolicisme (1950)
Els esforços per reconstruir els diferents estats europeus segons la nova realitat política feren que una part de les ajudes enviades pel Pla Marshall s'invertissin en reconstruir la flota d'avions de guerra de França, que serà equipada amb els nous motors de reacció desenvolupats durant el conflicte. El contractament és atorgat inicialment a en Dassault qui funda la: Société des avions Marcel Dassault, poc després Générale Aéronautique Marcel Dassault (GAMD). Sota aquesta societat es desenvolupen els primers avions a reacció francesos: Ouragan (1949), Mystère II (1952), Mystère IV (1954), Super-Mystère B-2 (1955) i més endavant els cèlebres Mirage III (1956), Mirage IV (1959) que rápidament es posen a disposició de l'arsenal francés concedint-li a en Dassault la gran creu de la Legió d'Honor. Simultàniament també es dissenyen avions civils com ara el Mystère-Falcon (1963) i es crea una branca dedicada només al desenvolupament de l'electrònica de sistemes i tecnologies de radar (1954). D'aquesta última es beneficia enormement el seu proper aparell, el Mirage F1 (1966).
Fruit de la fusió de GAMD amb Bréguet, es crea: Avions Marcel Dassault-Bréguet Aviation (AMD-BA) l'any 1971. A aquesta fusií li segueix una etapa de gran activitat internacional amb el desenvolupament de l'Alfa Jet (1973) amb la constructora alemanya Dornier, i el Jaguar amb la British Aircraft Corporation. Posteriorment es desenvolupa el Mirage 2000 (1978), Mirage 4000 (variant cancel·lada de l'anterior) i l'avió de passatgers de Mercure (1973), el Rafale i les evolucions de la sèrie Falcon. En poc temps es creen dos subsidiàries: Électronique Serge Dassault i Dassault Systèmes, dedicades a la investigació en electrònica i informàtica respectivament. Dassault també aconsegueix evitar la nacionalització proposada per François Mitterrand al 1981 venent un 26% de les seues accions a l'Estat. Així es forma oficialment el consorsi de seguretat Dassault Aviation reconegut avhi en dia com un dels més grans i relevents del món.
Simultàniament, Marcel s'interessa per la premsa, les finances i la política creant el setmanari Jours de France, convertint-se en fundador i accionista de Minute, invertint en el Banc Comercial de París i esdevenint el primer senador d'esquerra gaullista pel departament dels Alps Marítims. Totes aquestes activitats proven ser altament lucratives de manera que l'any 1985 es declara una de les fortunes més grans de França amb set mil milions de francs. No obstant això un empitjorament gradual de la seua salut du al seu ingrés a Hospital Americà de Neuilly-sur-Seine on mor als 94 anys el 17 d'abril de 1986. Excepcionalment, el govern de Chirac li atorga un funeral d'estat amb els màxims honors a Saint-Louis-des-Invalides i un posterior enterrament al cementiri de Passy.

## Cinema
A més de seua activitat industrial, Marcel Dassault també ha realitzat algunes aparicions a la indústria del cinema en distints rols:

### Productor
- La Boum de Claude Pinoteau (1980).

- La Boum 2 de Claude Pinoteau (1982).
- Jamais avant le mariage de Daniel Ceccaldi (1982).
- La Septième Cible de Claude Pinoteau (1984).
- Les parents ne sont pas simples cette année de Marcel Jullian (1984).

### Guionista
- Le Temps des vacances de Claude Vital (1979).
- Jamais avant le mariage de Daniel Ceccaldi (1982).
- L'Été de nos quinze ans de Marcel Jullian (1983).
- Les parents ne sont pas simples cette année de Marcel Jullian (1984).

### Personatge
- Dassault, l'homme au pardessus d'Olivier Guignard (2013).